# Velká premiéra
Velká premiéra je filmová komedie režiséra Miroslava Krobota, který se také spolu s Lubomírem Smékalem podílel na scénáři. Pro Krobota jde po filmech Díra u Hanušovic a Kvarteto o režii třetího celovečerního filmu.
Film byl premiérově uveden na Mezinárodním filmovém festivalu Karlovy Vary. Oficiální premiéra v českých kinech proběhla 21. července 2022.

## O filmu
Film vypráví o pražském divadelním herci Šnajdrovi, který přijme svou první divadelní režii a odjíždí do Olomouce. Zde se setkává se svou babičkou, milovnicí improvizace. Při zkoušení se Šnajdr střetává s ředitelem kulturního domu Gruntem, který z jeho inscenování příliš nadšený není.

## Obsazení
| Pavel Šimčík    | Herec Pavel Šnajdr                |
| Klára Melíšková | Markéta Šnajdrová, manželka Pavla |
| Iva Janžurová   | Helena Pychová, Pavlova babička   |
| Iva Pazderková  | Mikina, babiččina pečovatelka     |
| Jenovéfa Boková | Renata, asistentka Pavla          |
| Jakub Žáček     | psycholog Franěk                  |
| Miroslav Krobot | ředitel divadla Grunt             |
| Ivana Plíhalová | Marie Gruntová                    |
| Roman Vencl     | Roman                             |